# Aristodemos (Maler)
Aristodemos (altgriechisch Ἀριστόδημος) war ein antiker griechischer Maler und Schriftsteller aus Karien, der um 200 n. Chr. tätig war.
Er war über vier Jahre lang Gastfreund bei Flavius Philostratos, der von ihm im Proömium zu den Imagines berichtet. Seine Malerei ähnelte der des Eumelos, wirkte dabei aber ruhiger. Schriftstellerisch befasste er sich mit den Biographien von Künstlern sowie mit den Städten und Herrschern, die als Schutzherren über Künstler in Erscheinung getreten sind.
Da Eumelos angesehen genug war, um seine Werke auf dem Forum Romanum ausstellen zu können, war er möglicherweise Lehrer des Aristodemos.